# Djebel Cheracher
Djebel Cheracher är ett berg i Algeriet.   Det ligger i provinsen Naama, i den nordvästra delen av landet, 600 km sydväst om huvudstaden Alger. Toppen på Djebel Cheracher är 1 721 meter över havet, eller 421 meter över den omgivande terrängen. Bredden vid basen är 7,0 km.
Terrängen runt Djebel Cheracher är huvudsakligen kuperad, men åt sydost är den platt.Runt Djebel Cheracher är det mycket glesbefolkat, med 4 invånare per kvadratkilometer. Närmaste större samhälle är Aïn Sefra, 17,5 km nordväst om Djebel Cheracher. Omgivningarna runt Djebel Cheracher är i huvudsak ett öppet busklandskap.